# 马赫恩德拉加尔
马赫恩德拉加尔（Mahendragarh），是印度哈里亚纳邦Mahendragarh县的一个城镇。总人口23977（2001年）。

## 人口
该地2001年总人口23977人，其中男性12749人，女性11228人；0—6岁人口3473人，其中男1907人，女1566人；识字率67.39%，其中男性为76.30%，女性为57.28%。